# Jörg Straube

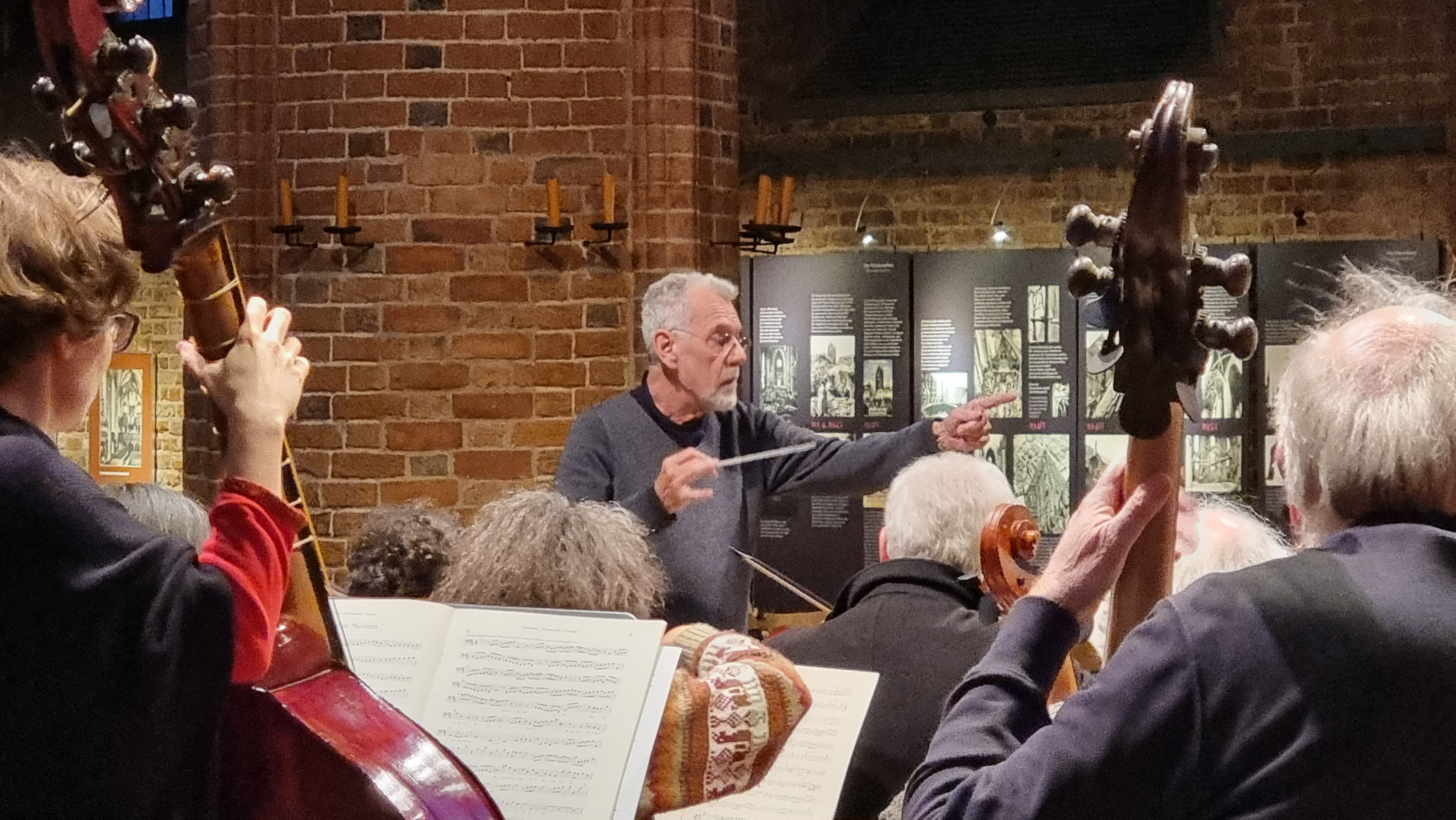
Jörg Straube dirigiert Bachs h-Moll-Messe mit dem Bachchor Hannover in der hannoverschen Marktkirche

Jörg Straube (* 1. Mai 1953 in Bremen) ist ein deutscher Dirigent, Chorleiter und Hochschullehrer.

## Leben und Wirken
Straube besuchte in Bremen das Gymnasium an der Hamburger Straße und gründete bereits während seines anschließenden Studiums der Schul- und Kirchenmusik verschiedene Ensembles, darunter 1981 den Norddeutschen Figuralchor. 1986 übernahm er die Leitung des Bachchors Hannover an der dortigen Marktkirche. Er arbeitet als Gastdirigent auch mit den Chören des Norddeutschen Rundfunks Hamburg, des RIAS Berlin, des Südwestdeutschen Rundfunks und des Rundfunkchors Berlin.
Seit 1984 ist Straube ständiger musikalischer Berater des Landesjugendchores Niedersachsen.
Straube arbeitet als Hochschullehrer an der Hochschule für Musik Würzburg und an den Escolas dos Artes in Porto (Portugal).

## Diskografie (Auswahl)
- In dulci jubilo: Weihnachtliche Chorsätze der Romantik. Dabringhaus und Grimm, Detmold 2010
- Francis Poulenc: Weltliche Chormusik. Dabringhaus und Grimm, Detmold 2009
- Kurt Thomas: Psalm 137. Bella Musica, Bühl 2007
- Alfred Koerppen: Jona, Elia, Stephanus. [Werke für Chor und Orgel], Bella Musica, Bühl 2005
- 6. Deutscher Chorwettbewerb 2002. (Osnabrück), Freiburger Musik-Forum, Freiburg (Breisgau) [2003]
- Richard Strauss: Werke für Chor. Thorofon, Wedemark [2001]
- Johannes Brahms: Das gesamte geistliche Werk für Chor und Orgel. Thorofon, Wedemark [1999]
- Arthur Honegger: Le roi David. Landesmusikrat Niedersachsen, Hannover [1998]
- Max Reger: Geistliche Chormusik. [Werke / Auswahl], Thorofon, Wedemark [1998]
- Franz Schubert: Werke für Chor und Klavier. [Werke / Auswahl], Thorofon, Wedemark [1997]
- Frank Martin: Songs of Ariel from Shakespeare's Tempest. Thorofon, Wedemark [1996]
- Chansons. Thorofon, Wedemark [1995]
- Komm Trost der Welt. Thorofon, Wedemark [1992]
- Johann Sebastian Bach: Messe in h-Moll. [BWV 232], Thorofon, Wedemark [1991]

## Auszeichnungen und Preise
- 1983 Niedersächsisches Künstlerstipendium
- Mit seinen Ensembles gewann Straube bei nationalen und internationalen Chorwettbewerben zahlreiche Preise:
  - 1990: 1. Preis beim Deutschen Chorwettbewerb mit dem Norddeutschen Figuralchor
  - 1992: 1. Preis beim Kammerchorwettbewerb in Takarazuka/Japan mit dem Norddeutschen Figuralchor
  - 1997: 1. Preis beim Brahms-Wettbewerb Hamburg mit dem Norddeutschen Figuralchor
  - 1998: 3. Preis beim Deutschen Chorwettbewerb mit dem Bachchor Hannover
  - 1999: 1. und 2. Preis beim 31. Chorwettbewerb in Tolosa/Spanien mit dem Norddeutschen Figuralchor
- Seine Chormusikeinspielungen mit dem Norddeutschen Figuralchor wurden mehrfach mit Schallplatten- und CD-Preisen ausgezeichnet
- 1998, 1999, 2008 und 2010 erhielt er mit dem Norddeutschen Figuralchor den Echo Klassik für den Bereich Chor/Ensemblemusik – a cappella und zusätzlich 2010 für das „Vokal-Ensemble des Jahres“